# Diez ciudades-estado de Chipre

Mapa de la antigua Chipre con sus principales ciudades.

Se entiende por diez ciudades-estado del Antiguo Chipre a aquellas griegas, greco-fenicias o greco-eteochipriotas, que aparecen en una inscripción del rey asirio Esarhaddón durante 673-672 a. C.
La lista de las diez ciudades-estado, seguida de su nombre en griego es la siguiente:
- Pafos, Πάφος (griega)
- Salamina, Σαλαμίς (griega)
- Solos, Σόλοι (griega)
- Curio, Κούριον (griega)
- Quitri, Χῦτροι (griega)
- Citio, Κίτιον (greco-fenicia)
- Amatunte, Ἀμαθούς (greco-eteochipriota)
- Idalion, Ἰδάλιον (griega)
- Ledri, Λῆδραι (griega)
- Tamasos, Ταμασσός (griega)

La isla de Chipre se dividió a partir de la Edad del Hierro en ciudades-estado que sustituyeron a las estructuras políticas de la Edad del Bronce. El número de ciudades-estado varió a lo largo de la historia: la lista más antigua, del año 707 a. C., incluía siete ciudades-estado, y según el historiador David Rupp, existíieron un máximo de quince.
A las que se añadieron posteriormente otras tres más:
- Cerinea, Κυρηνεία (griega)
- Lapeto, Λάπηθος (griega, greco-fenicia por corto tiempo)
- Mario, Μάριον (griega)